# Panazol
Panazol (okzitanisch Panasòu) ist eine französische Gemeinde mit 11.207 Einwohnern (Stand: 1. Januar 2022) im Département Haute-Vienne in der Region Nouvelle-Aquitaine. Die Gemeinde gehört zum Arrondissement Limoges und zum Kanton Panazol. Die Bewohner werden Panazolais und Panazolaises genannt.

## Geographie

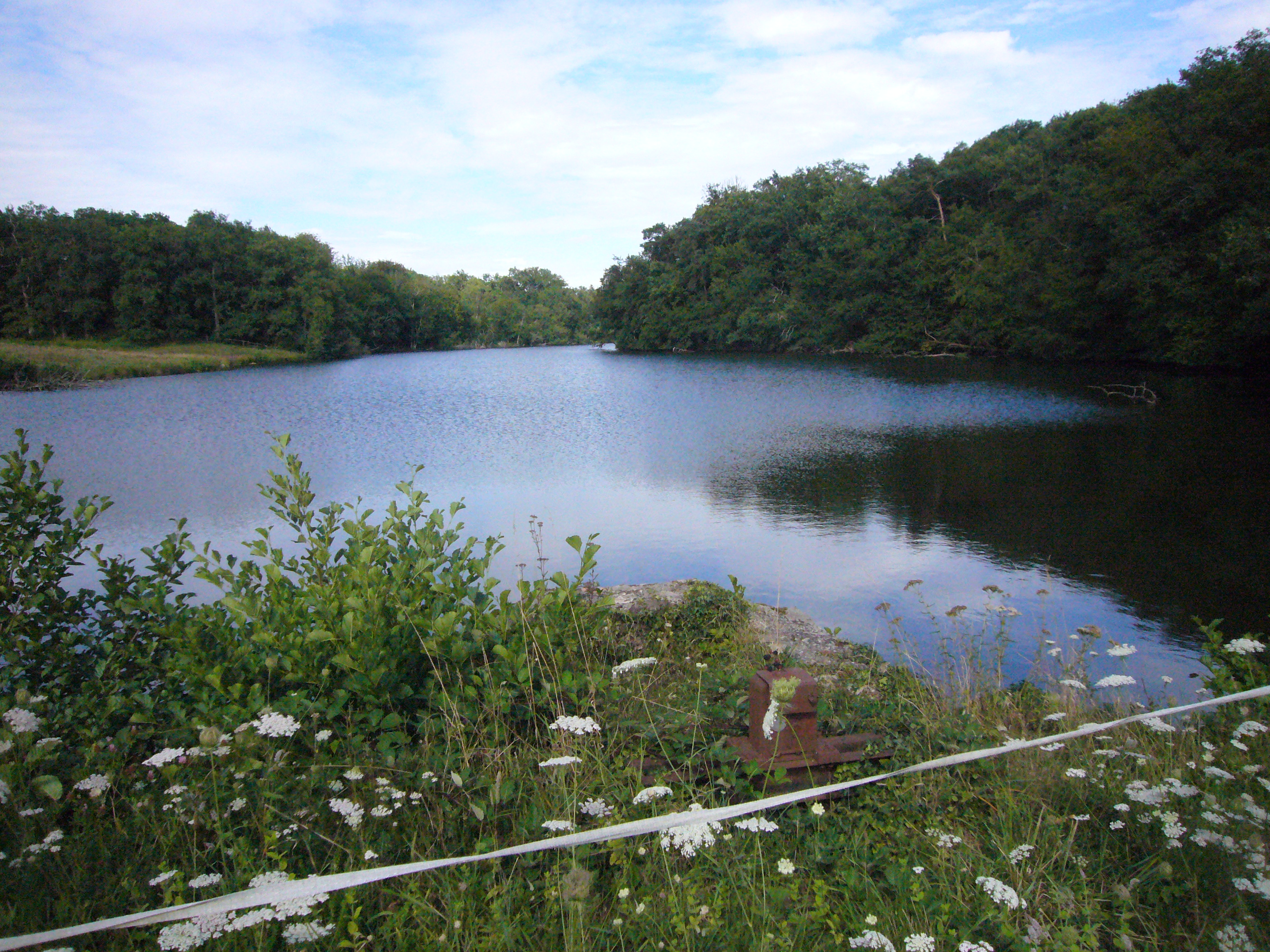
Teich von Cordelas

Panazol liegt im Limousin, etwa vier Kilometer nordöstlich von Limoges an der Route nationale 141 nach Clermont-Ferrand. Die nördliche Gemeindegrenze bildet der Fluss Vienne. Der kleine Nebenfluss Auzette fließt hier am Teich von Cordelas entlang und mündet in die Vienne.
Umgeben wird Panazol von den Nachbargemeinden Le Palais-sur-Vienne im Norden, Saint-Just-le-Martel im Osten, Feytiat im Südosten und Limoges im Westen.

## Geschichte
Ende des 11. Jahrhunderts, als die erste Kirche hier errichtet wurde, gehörte die Gegend zur Abtei Saint-Martial de Limoges. Die Siedlung wurde als Herbergsort an der Via Lemovicensis, einem der Jakobswege nach Santiago de Compostela, bedeutend. Um 1790 zählte Panazol etwa 450 Einwohner und der Ort wurde 1795 chef-lieu des Kantons Panazol.

## Bevölkerungsentwicklung
| Panazol: Einwohnerzahlen von 1793 bis 2016                                                                                 | Panazol: Einwohnerzahlen von 1793 bis 2016 | Panazol: Einwohnerzahlen von 1793 bis 2016 | Panazol: Einwohnerzahlen von 1793 bis 2016 | Panazol: Einwohnerzahlen von 1793 bis 2016 |
| --- | ------------------------------------------ | ------------------------------------------ | ------------------------------------------ | ------------------------------------------ |
| Jahr |                                            |                                            |                                            | Einwohner                                  |
| 1793 | 1793                                       |                                            | 943                                        | 943                                        |
| 1800 | 1800                                       |                                            | 520                                        | 520                                        |
| 1806 | 1806                                       |                                            | 651                                        | 651                                        |
| 1821 | 1821                                       |                                            | 890                                        | 890                                        |
| 1831 | 1831                                       |                                            | 1.029                                      | 1.029                                      |
| 1836 | 1836                                       |                                            | 1.062                                      | 1.062                                      |
| 1841 | 1841                                       |                                            | 1.104                                      | 1.104                                      |
| 1846 | 1846                                       |                                            | 1.207                                      | 1.207                                      |
| 1851 | 1851                                       |                                            | 1.316                                      | 1.316                                      |
| 1856 | 1856                                       |                                            | 1.436                                      | 1.436                                      |
| 1861 | 1861                                       |                                            | 1.363                                      | 1.363                                      |
| 1866 | 1866                                       |                                            | 1.422                                      | 1.422                                      |
| 1872 | 1872                                       |                                            | 1.448                                      | 1.448                                      |
| 1876 | 1876                                       |                                            | 1.606                                      | 1.606                                      |
| 1881 | 1881                                       |                                            | 1.632                                      | 1.632                                      |
| 1886 | 1886                                       |                                            | 1.675                                      | 1.675                                      |
| 1891 | 1891                                       |                                            | 1.607                                      | 1.607                                      |
| 1896 | 1896                                       |                                            | 1.662                                      | 1.662                                      |
| 1901 | 1901                                       |                                            | 1.692                                      | 1.692                                      |
| 1906 | 1906                                       |                                            | 1.721                                      | 1.721                                      |
| 1911 | 1911                                       |                                            | 1.634                                      | 1.634                                      |
| 1921 | 1921                                       |                                            | 1.537                                      | 1.537                                      |
| 1926 | 1926                                       |                                            | 1.688                                      | 1.688                                      |
| 1931 | 1931                                       |                                            | 1.811                                      | 1.811                                      |
| 1936 | 1936                                       |                                            | 1.935                                      | 1.935                                      |
| 1946 | 1946                                       |                                            | 2.125                                      | 2.125                                      |
| 1954 | 1954                                       |                                            | 2.300                                      | 2.300                                      |
| 1962 | 1962                                       |                                            | 2.791                                      | 2.791                                      |
| 1968 | 1968                                       |                                            | 3.309                                      | 3.309                                      |
| 1975 | 1975                                       |                                            | 5.261                                      | 5.261                                      |
| 1982 | 1982                                       |                                            | 7.269                                      | 7.269                                      |
| 1990 | 1990                                       |                                            | 8.553                                      | 8.553                                      |
| 1999 | 1999                                       |                                            | 9.731                                      | 9.731                                      |
| 2006 | 2006                                       |                                            | 10.031                                     | 10.031                                     |
| 2011 | 2011                                       |                                            | 10.417                                     | 10.417                                     |
| 2016 | 2016                                       |                                            | 10.983                                     | 10.983                                     |
| Quelle(n): EHESS/Cassini bis 1999, INSEE ab 2006 Anmerkung(en): Ab 1962 offizielle Zahlen ohne Einwohner mit Zweitwohnsitz |                                            |                                            |                                            |                                            |

## Sehenswürdigkeiten
- Pfarrkirche Saint-Pierre-ès-Liens aus dem 13. bzw. 15. Jahrhundert, auf den Fundamenten der ursprünglichen Kirche aus dem 11. Jahrhundert errichtet. Sie birgt zahlreiche Ausstattungsgegenstände, die in der Base Palissy gelistet sind, darunter eine große Anzahl, die als Monument historique der beweglichen Objekte eingeschrieben sind.
- Château de la Quintaine. Der Treppenturm aus dem 15. Jahrhundert ist seit 1986 als Monument historique eingeschrieben und ist das einzige erhaltene Element des ursprünglichen Schlosses. Das Hauptgebäude wurde im 18. Jahrhundert umgebaut und im 19. Jahrhundert durch Anbauten verändert.
- Château de la Beausserie, gegen 1860 erbaut (heute Mairie) mit Park und Teichen
- Château de la Rue
- Château de Morpiénas

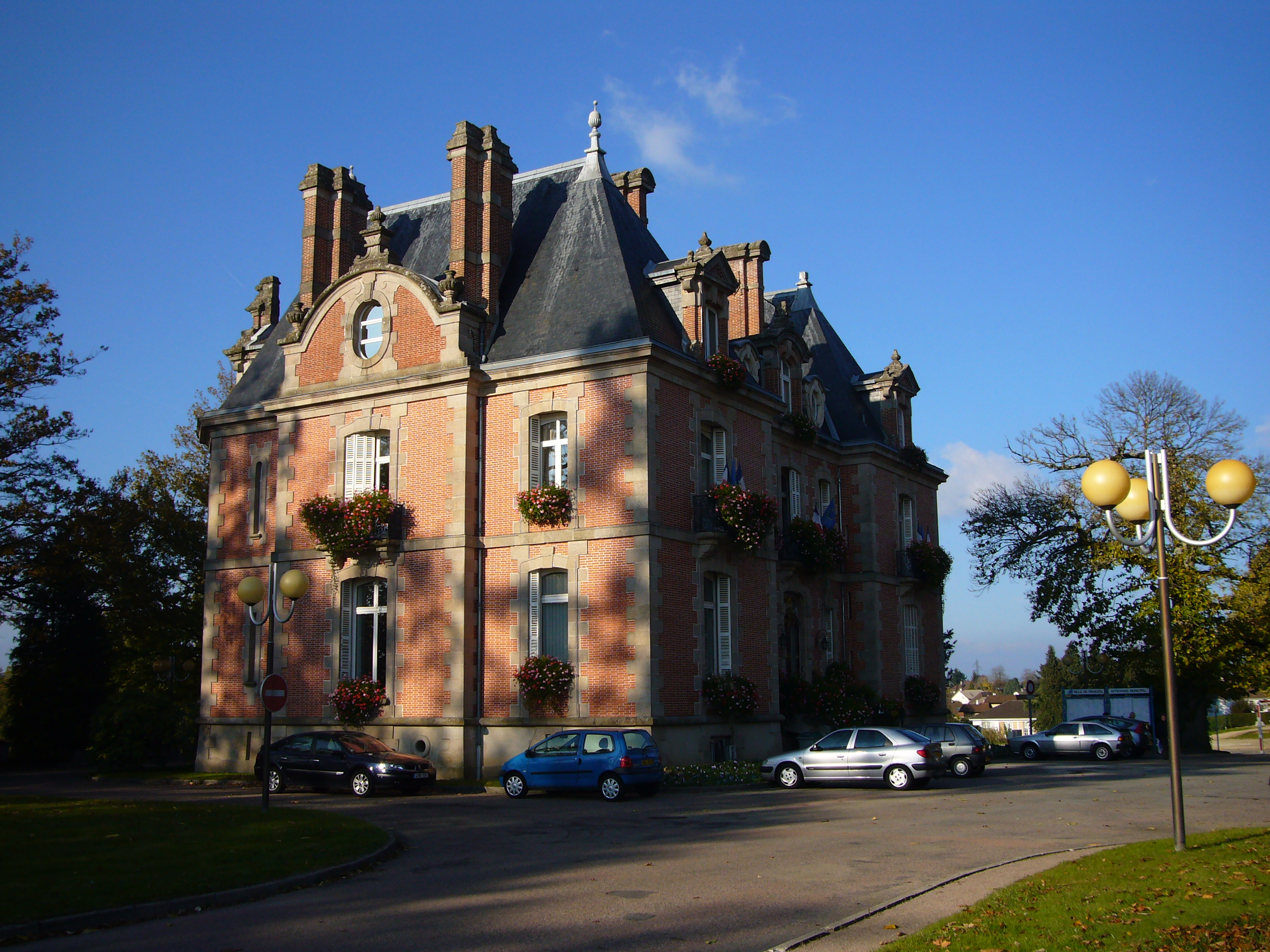
Bürgermeisteramt im Château de la Beausserie
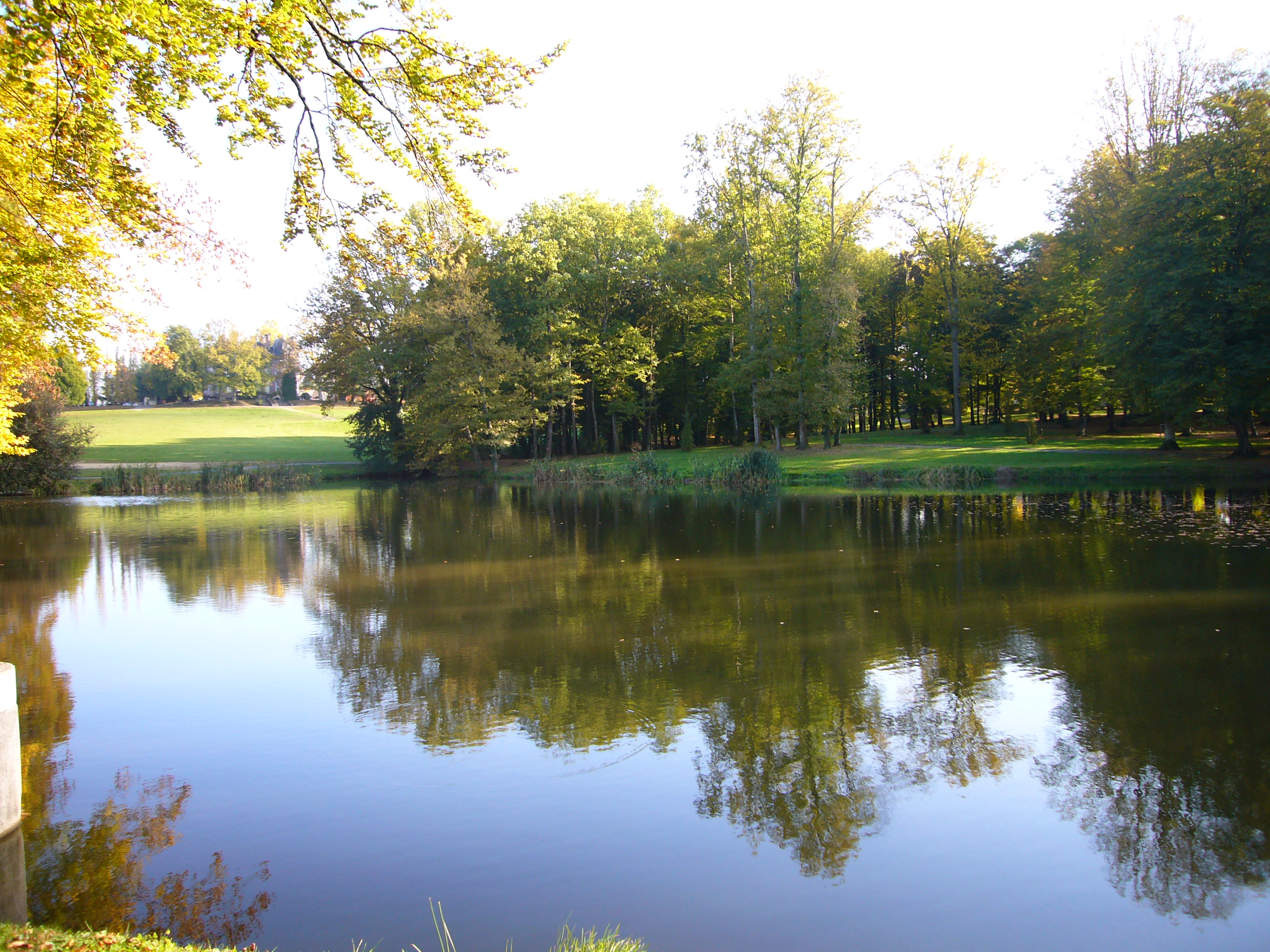
Park des Schlosses La Beausserie

## Gemeindepartnerschaften
Panazol unterhält seit 1992 Partnerschaften mit der spanischen Gemeinde Picanya in der Provinz Valencia und seit 2013 besteht eine Partnerschaft mit der deutschen Gemeinde Markt Erlbach.

## Persönlichkeiten
- Théo Sarapo (1936–1970), französischer Chansonsänger und Schauspieler. Er war der zweite Ehemann der Sängerin Édith Piaf, starb hier bei einem Autounfall.
- Jean-Pierre Guitard (* 1948), Radrennfahrer